# Lavoslava Turk
Lavoslava Turk  (pravo ime Antonija Turk), slovenska redovnica in pisateljica, * 17. maj 1895, Zadobrova, † (?) maj 1979, Lemont, Illinois.
Turkova se je sprva šolala v Celju za šolsko sestro, po pripravništvu v pri mariborskih šolskih sestrah in učiteljišču v Ljubljani je opravila zaobljubo.
Leta 1921 je bila poslana v ZDA, kjer je sprva štiri leta poučevala naše izseljence v Kansas Cityju. Nato je pomagala ustanoviti provincialni dom in noviciat v Lemontu in nato poučevala še v Sheboyganu (Wisconsin). Več let je anonimno pisala krajšo prozo za Ave Maria koledar. Leta 1974 pa je v Celovcu objavila avtobiografsko izpoved Pesem šolske sestre.